# Denise Nicholas

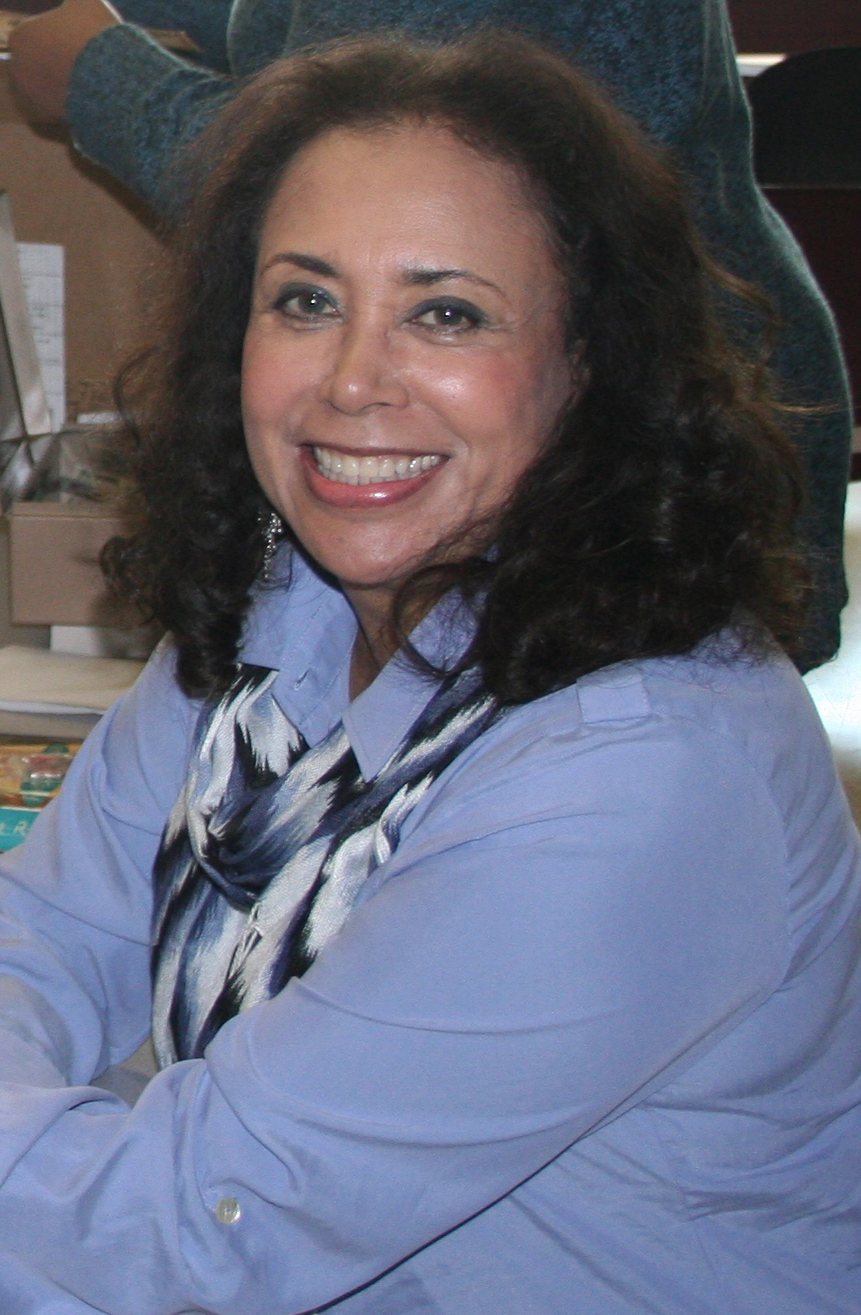
Denise Nicholas

Denise Nicholas (* 12. Juli 1944 in Detroit, Michigan) ist eine US-amerikanische Schauspielerin.

## Leben
Denise Nicholas, die zunächst einige Jahre Theater gespielt hat, wurde ab 1969 mit der Highschool-Fernsehserie Room 222 in ihrer Rolle der Schulberaterin „Liz McIntyre“ bekannt. Für diese Rolle, die sie insgesamt fünf Jahre spielte, wurde sie dreimal für einen Golden Globe Award als „Beste Serien-Hauptdarstellerin – Drama“ nominiert. Nach dem ersten Erfolg mit Room 222 drehte sie in den 1970erm auch einige Kinofilme; für die Darstellung der „Beth Foster“ in der Komödie Drehn wir noch’n Ding (1975) wurde sie mit einem NAACP Image Award ausgezeichnet. 1978 wirkte sie in dem Film Unternehmen Capricorn mit. Nachdem es einige Jahre ruhig um sie geworden war, spielte sie ab 1989 als Stadträtin „Harriet DeLong“ in der Serie In der Hitze der Nacht. Bei sechs Folgen der bis 1995 laufenden Serie wirkte sie auch am Drehbuch mit. Das Schaffen von Nichols für Film und Fernsehen umfasst mehr als 50 Produktionen.
Nichols war dreimal verheiratet: von 1964 bis 1965 mit dem Regisseur Gilbert Moses, von 1973 bis 1974 mit Sänger Bill Withers und von 1981 bis 1984 mit dem Fernsehmoderator Jim Hill.

## Filmografie (Auswahl)
- 1967–1969: Heiße Spuren (N.Y.P.D., Fernsehserie, 6 Folgen)
- 1968: Ihr Auftritt, Al Mundy (It Takes a Thief, Fernsehserie, 1 Folge)
- 1969–1974: Room 222 (Fernsehserie, 113 Folgen)
- 1972: Blacula
- 1973: The Soul of Nigger Charley
- 1975: Was nützt dem toten Hund ein Beefsteak? (Mr. Ricco)
- 1975: Drehn wir noch’n Ding (Let’s Do It Again)
- 1975: Dr. med. Marcus Welby (Marcus Welby, M.D., Fernsehserie, 1 Folge)
- 1977: Ausgetrickst (A Piece of the Action)
- 1977: Unternehmen Capricorn (Capricorn One)
- 1977–1978: Baby… I'm Back! (Fernsehserie, 13 Folgen)
- 1980: Benson (Fernsehserie, 1 Folge)
- 1980: Noch Fragen Arnold? (Diff’rent Strokes, Fernsehserie, 1 Folge)
- 1980–1982: Love Boat (The Love Boat, Fernsehserie, 3 Folgen)
- 1981: Das Tal der Puppen (Jacqueline Susann's Valley of the Dolls, Miniserie, 2 Folgen)
- 1983: Marvin & Tige
- 1984: Magnum (Magnum, P.I., Fernsehserie, 1 Folge)
- 1987: Hotel (Fernsehserie, 1 Folge)
- 1989: Die Bill Cosby Show (The Cosby Show, Fernsehserie, 1 Folge)
- 1989: Tödlicher Verdacht (Mother’s Day, Fernsehfilm)
- 1989–1995: In der Hitze der Nacht (In the Heat of the Night, Fernsehserie, 52 Folgen)
- 1990: College Fieber (A Different World, Fernsehserie, 1 Folge)
- 1990: B.L. Stryker (Fernsehserie, 1 Folge)
- 1990: Ghost Dad
- 1990: Tai Babilonia – Leben auf dünnem Eis (On Thin Ice: The Tai Babilonia Story, Fernsehfilm)
- 1992: Echt super, Mr. Cooper (Hangin' with Mr. Cooper, Fernsehserie, 1 Folge)
- 1997: Rockford: Detektiv im Rampenlicht (The Rockford Files: Shoot-Out at the Golden Pagoda, Fernsehfilm)
- 2002: What’s Up, Dad? (My Wife and Kids, Fernsehserie, 1 Folge)
- 2004: Proud
- 2015: Mr. Fantastic & The Wonderful Depot